# タカネニガナ
タカネニガナ（高嶺苦菜、学名：Ixeris dentata var. alpicola）は、キク科ニガナ属の多年草。ニガナの高山型の変種で高山植物。
分布域は屋久島・四国・本州・北海道の亜高山帯〜高山帯で、砂礫・岩礫地に生育する。茎は細く、高さは10〜20cm。花期は7〜8月で、枝先に黄色い花を数輪つける。小花は9～10個。

## クモマニガナ
クモマニガナ（雲間苦菜、学名：Ixeris dentata var. kimurana）は、ニガナの高山型の変種。タカネニガナとよく似ているが、クモマニガナは茎が太く、小花が11個であることで区別できる。

## シロバナニガナ
シロバナニガナ（白花苦菜、学名：Ixeris dentata var. albiflora）は、ニガナの変種。花が白い。シロバナニガナの花が黄色のものは、ハナニガナ（Ixeris dentata var. albiflora f. amplifolia）という。